# Ђорђе Лобачев
Јуриј Павлович Лобачев (рус. Юрий Павлович Лобачев; Скадар, 4. март 1909 — Санкт Петербург, 23. јул 2002), познат као Ђорђе Лобачев био је југословенски уметник. Један од пионира и један од најзначајнијих аутора у историји српског и југословенског стрипа. Међу његове најпознатије стрипове спадају Женидба цара Душана, Пропаст града Пирлитора, Баш Челик, Чардак ни на небу ни на земљи, Барон Минхаузен, Чаробњак из Оза, Пепељуга и други. Аутор је стрипа Ураган долази у поноћ — првог стрипа објављеног у СССР 1966. Школа стрипа „Ђорђе Лобачев“ из Београда носи његово име.

## Биографија

### Детињство и младост
Ђорђе Лобачев је рођен 4. марта 1909. у Скадру, где му је отац био на служби као руски конзул.
Детињство је за време Балканских ратова провео у Црној Гори, где је крштен на Цетињу. Живео је и у Косовској Митровици, а потом на Криту и у Солуну. Као емигрантско сироче имао је тешко детињство и младост.
У периоду 1922—1929. учио је у Првој руско-српској гимназији, да би после студирао историју уметности на београдском Филозофском факултету.

### Предратна стрипска каријера
Када је због светске економске кризе Лобачев изгубио посао у грађевинској фирми 1934, окреће се наменском рекламном и другом цртању да би прехранио породицу. Илустровао је књиге, цртао карикатуре и рекламе.
Под утицајем светске популарности америчког авантуристичког стрипа, Лобачев почиње да ради и стрипове, прво у Панорами и Стрипу, а затим и другим листовима: Мика Миш, Микијево царство, Политика и Политикин Забавник. Редакцији „Политике” се наметнуо као сарадник показавши Душану Дуди Тимотијевићу напола довршен стрип „Хајдук Станко”. 1936. постао је стални сарадник листа, и ту се, уз основна задужења – ретуширање фотографија, исписивање слова за лиценциране стрипове, рекламних наслова и сл., посветио ауторским стрип-адаптацијама словенске епике, као и књижевних дела, те „пустоловно-ониричном” жанру стрипа, како га је сам именовао. ”Српске народне бајке, легенде и народне песме сматрао је ризницом стваралачких подстицаја, но и врхунским изразом фолклорног духа, чак и у светским оквирима”.
Као један од утемељивача тзв. „Београдског круга“, објавио је многобројне стрипове, међу којима је и „Хајдук Станко,“ „Барон Минхаузен“, „Плава пустоловка“, „Принцеза Ру“, „Баш Челик“... Стрипови су му објављивани и у Француској пре Другог светског рата, попут серијала „Princesse Thanit“ („Принцеза Ру“) у часопису Aventures (1939).

### Послератни период
Учествовао је у ослобођењу Београда 1944. године и све до 1949. радио уметничке послове. Један је од оснивача часописа Дуга, за који је израдио први логотип.
У време Информбироа, као совјетски грађанин протеран је у Румунију. После неколико година, прешао је у Лењинград (Санкт Петербург), где је остао до краја живота.
Београдска „Просвета“ издала му је аутобиографску књигу Када се Волга уливала у Саву, а новопазовски „Бонарт“ постао је ексклузивни издавач његових стрипова и сликовница.
Један од значајних стрипова које је нацртао је и „Трагом народне маште“ у коме се на маштовит начин описује женидба цара Душана.
Умро је у Санкт Петербургу 23. јула 2002. године.

## Стрипографија

### „Панорама“
- „Крваво наследство” 1935. (сценарио Вадим Кургански)

### „Стрип“
- „Зрак смрти” 1935. (сценарио Вадим Кургански)

### „Црвени врабац“
- „Деца капетана Гранта” 1936. (према роману Жила Верна) недовршено

### „Политика“
- „Хајдук Станко” 1936. (према роману Јанка Веселиновића обрадио Милош Стевановић)
- „Женидба цара Душана” 1938.
- „Пропаст града Пирлитора” 1939. (сценарио Павле Церовић)
- „Барон Минхаузен” 1940.
- „Чаробњак из Оза” 1941. (према причи Франка Баума) недовршено

### „Мика Миш“
- „Царев гласник” 1936. (према роману Жила Верна)
- „Дубровски” 1937. (према делу Александра Пушкина)
- „Плава пустоловка”- епизода: „Инспектор Ролди” 1937.
- „Плава пустоловка” – епизода: „Гангстери морских дубина” 1937/38.
- „Плава пустоловка”- епизода: „Горостасова освета” 1938.
- „Плава пустоловка” – епизода: „Авантура у Туркестану” 1938.
- „Плава пустоловка”- епизода: „Заробљеница Инда” 1938.
- „Принцеза Ру” 1938.
- „Бели дух” 1938.
- „Принцеза Ру”- епизода: „Мефисто се забавља” 1938/39.
- „Плава пустоловка” 1939.
- „Бели дух” 1940.

### „Мали забавник Мика Миш“
- „Препад у авиону” 1937.

### „Тарцан“
- „Бели дух” 1938.

### „Политикин забавник“
- „Баш Челик” 1939. (према народној приповетки)
- „Чардак ни на небу ни на земљи” 1939.
- „Пепељуга” 1940. (обрадио у стиху Живорад Вукадиновић)

### „Микијево царство“
- „Шеиков син” 1939.
- „Господар смрти” 1939.
- „Господар смрти” 1939/40.
- „Господар смрти”- епизода: „Тајанствена пустоловка” 1940.
- „Господар смрти”- епизода: „Авион смрти” 1940.

### „Коло“
- „Биберче” 1942. (прва скраћена верзија)

### „Дуга“
- „Пионир Ика и лени друг Жика” 1945.

### „Биберче“
- „Биберче” 1951. (друга дужа верзија)

### „Политикин забавник“
- „Тајанствена пећина” (серијал о Драгану и Мири), 21 табла, ПЗ 700-719, 29. мај — 9. октобар 1965.
- „Хајдук Вељко”, 20 табли, ПЗ 720-739, 16. октобар 1965. — 26. фебруар 1966.
- „Сатурн долази у помоћ” (серијал о Драгану и Мири), 20 табли, ПЗ 740-759, 5. март — 16. јул 1966.
- „Доживљаји у брдима” (серијал о Драгану и Мири), 20 табли, ПЗ 783-802, 31. децембар 1966. — 13. мај 1967.
- „Чувај се сењске руке”, према роману Аугуста Шеное, 30 табли, ПЗ 803-832, 20. мај — 9. децембар 1967.

### „Пегаз“
- „Чаробњак из Оза” 1974. (комплетна обрада приче Франка Баума)

### „Чудесни свет Ђорђа Лобачева“ 1976.
- „Женидба Душанова” (нова верзија)
- „Баш Челик” (нова верзија)
- „Чардак ни на небу ни на земљи” (нова верзија)
- „Пропаст града Пирлитора” (нова верзија)
- „Биберче” (нова верзија)

## Признања
- Велика повеља Гашиног сабора породици Лобачев (2018), додељују Центар за уметност стрипа Београд при Удружењу стрипских уметника Србије и Дечји културни центар Београд[6]
- Салон југославенског стрипа у Винковцима му је доделио гран-при награду за животно дело 1985. године.[тражи се извор]